# Fransoa Deguelt
Fransoa Degel (фр. François Deguelt, 4. decembar 1932. - 22. januar 2014) bio je francuski pevač, najpoznatiji po svom učešću na Pesmi Evrovizije 1960. i 1962. godine.

## Biografija
Rođen je u Tarbu kao Luis Deghelt 4. decembra 1932. godine. Degel je odustao od studija da bi postao pevač u kabareu u Parizu početkom 1950-ih. Nakon odsluženja vojnog roka u Alžiru, Degel se vratio u Francusku. 1960. godine je postao predstavnik Monaka na Pesmi Evrovizije 1960. održanoj u Londonu sa pesmom "Ce soir-là". Sa tom pesmom je ostvario dobar rezultat, bio je treći od 13 pesama sa 15 osvojenih bodova.
Još jednom se pojavio na Evroviziji, 1962. godine u Luksemburgu, ponovo predstavljajući Monako. Ovaj put je pevao pesmu "Dis rien". Ostvario je bolji rezultat od 1960. godine. Bio je drugi od 16 pesama sa 13 osvojenih bodova.
Njegovi najuspešniji singlovi su "Le Ciel, le soleil et la mer" (1965), "Le printemps" (1966), "Minuit, le vent, la nuit" (1968) and "La libération" (1968). Nastavio je sa turnejama i koncertima i u svojoj starosti, sve do svoje smrti. Preminuo je 22. januara 2014. godine u 81. godini života. Sahranjen je na lokalnom groblju. Trg koji graniči s konzervatorijom Barbezieuk je 25. maja 2019. godine nazvan trg Fransoe Degela.